# Sons of the Forest
Sons of the Forest — компьютерная игра в жанре survival horror, разработанная канадской студией Endnight Games. Выпуск игры в раннем доступе состоялся 23 февраля 2023 года. Является продолжением The Forest. Полноценный релиз Sons of the Forest состоялся 22 февраля 2024 года.

## Игровой процесс
Sons of the Forest — это игра в жанре survival horror, которая предлагает продвигаться по сюжету в одиночку либо в компании с ИИ-напарником. В игре будет доступен многопользовательский режим до 8 человек.

## Сюжет
Сюжет является продолжением первой концовки игры The Forest. Это журналист, он отправляется на операцию с отрядом оперативников Puff corp на вертолёте с целью найти пропавшего миллиардера на острове. Во время полёта вертолёт терпит крушение над островом. После катастрофы главный герой оказывается на суше, которая кишит каннибалами и мутантами. В качестве напарника в начале игры предоставляется Кельвин, контуженный товарищ из отряда, потерявший слух и речь, пострадавший во время падения вертолёта, а через пару дней выживания герой может встретить дочь пропавшего миллиардера — Вирджинию.

## Разработка и выпуск
Sons of the Forest была анонсирована на The Game Awards 2019. Релиз игры изначально был намечен на 2021 год. В декабре 2021 разработчики сообщили о том, что выход проекта переносят на начало-середину 2022, а затем на 20 мая 2022 года. В августе 2022 релиз игры сдвинули на 23 февраля 2023 года. Как объяснили разработчики, этого времени им хватит, чтобы завершить «полировку» проекта до необходимого качества. В феврале 2023 года разработчики сообщили, что игра выйдет в срок в раннем доступе для Windows, но в дальнейшем Sons of the Forest может выйти и на консолях. 23 февраля 2023 состоялся релиз игры в раннем доступе.

## Отзывы критиков
| Иноязычные издания    | Иноязычные издания |
| Издание               | Оценка             |
| --------------------- | ------------------ |
| IGN                   | 8/10               |
| Русскоязычные издания |                    |
| Издание               | Оценка             |
| StopGame.ru           | «Проходняк»        |

В IGN отметили, что «Sons of the Forest взяла всё хорошее, что было у предыдущей части, сделав всё это ещё немного лучше», а именно: улучшенный ИИ, большую карту и графическую составляющую. Среди недостатков рецензент обратил внимание на плохую оптимизацию игры и незаконченный сюжет.
Rock, Paper, Shotgun, PCGamesN, Polygon и Destructoid назвали новую часть улучшенной версией The Forest.

### Продажи
Игра разошлась тиражом более 2 млн копий в течение 24 часов после релиза, а в Steam в неё одновременно играло более 250 000 человек.

## Комментарии
1. ↑  Выход игры в раннем доступе состоялся 23 февраля 2023 года.